# El Madi
Pour les articles homonymes, voir Almaadi.
El Madi (Almaɛdi en kabyle) est un village de la commune algérienne de Leflaye, en Kabylie.